# Battaglia di Clontibret
La battaglia di Clontibert fu combattuta tra il 25 ed il 27 marzo 1595 tra le forze ribelli irlandesi guidate da Hugh O'Neill e le truppe del regno d'Inghilterra e segnarono la prima sconfitta inglese durante la campagna della rivolta di Tyrone.
Allo scoppio della ribellione di Tyrone, quando O'Neill fu ben cosciente che gli aiuti da parte dell'Impero spagnolo non sarebbero arrivati nella sua lotta contro l'occupazione inglese, il ribelle irlandese comprese che una politica di attesa avrebbe soltanto permesso al nemico di ricevere nuovi rinforzi dalla madrepatria; per questo motivo decise di sferrare il primo attacco. Secondo i disegni di O'Neill, la strategia dei ribelli avrebbe dovuto seguire una serie di attacchi sferrati contro le roccaforti principali della presenza inglese nell'Ulster, soprattutto quelle dislocate lungo il confine meridionale del feudo dei Tyrone.
Agli inizi di maggio del 1595 O'Neill scese personalmente in campo alla guida dei ribelli, un esercito composto da tutti i clan alleati alla sua causa, e al fianco del suo alleato Hugh Roe O'Donnel portò un improvviso attacco contro la guarnigione inglese acquartierata nella contea di Monaghan ponendola sotto assedio. Come risposta, il comandante delle truppe inglesi in Irlanda, Sir Henry Bagenal, partì da Newry per dare sostegno agli assediati, con un esercito di circa 1 800 uomini. L'abile contromossa di O'Neill fu di permettere agli inglesi di raggiungere la guarnigione, e assalirli di sorpresa al loro ritorno verso Newry. La scelta tattica del ribelle irlandese si rivelò vincente e quando Bagenal fece ritorno a Newry, la sua colonna aveva perso circa 200 uomini, e le sue perdite sarebbero state ancora peggiori se gli assalitori non si fossero trovati a corto di polvere da sparo.